# مارغريت بيتمان
الدكتورة مارغريت جين بيتمان (1995- 1901) كانت لها الريادة في علم الجراثيم حيث أسهمت أبحاثها في المعاهد الوطنية للصحة (NIH) على تطوير لقاحات ضد العديد من الأمراض مثل التيفوئيد، الكوليرا، والسعال الديكي وغيرها من الأمراض. كما كانت أيضآ الدكتورة بيتمان أول امرأة تترأس المختبر الخاص بالمعاهد الوطنية للصحة. في عام 1957 تم تعيينها رئيسًا لمختبر المنتجات البكتيرية، وهو المنصب الذي كانت تشغله حتى عام 1971. في الستينيات، كانت من المشاركين الرئيسيين في المعاهد الوطنية للصحة في تطوير معايير لقاح الكوليرا في حملة منظمة لمعاهدة جنوب شرق آسيا للسيطرة على الكوليرا في المنطقة التي أصبحت الآن بنجلاديش. بعد تقاعدها عام 1971 واصلت العمل كمستشاره معايير اللقاحات لمنظمة الصحة العالمية في القاهرة، مدريد، معهد الدولة للمصل واللقاح في إيران، مختبرات كونوت وأيضآ في تورنتو.

## الحياة
ولدت مارجريت بيتمان في 20 يناير عام 1901 في مدينه برايري جروف بولايه أركنساس. وتعود جذور عائلتها إلى سايروس هول ماكورميك، مخترع آلة الحصاد، والدها الطبيب جيمس بيتمان، ووالدتها فرجينيا أليس ماكورميك بيتمان. غالبًا ما كانت ترافق يونغ مارغريت، مع أختها هيلين وشقيقها جيمس، والدها أثناء معالجته مرضاه. توفي والدها في عام 1919 نتيجة جراحة فاشلة لالتهاب الزائدة الدودية، تاركًا وصيته بأن جميع أطفاله يذهبون إلى كلية هندريكس في كونواي بولاية أركنساس. عملت والدتها بحياكة الملابس، كما قامت بالعمل في بيع الفاكهة والخضروات المعلبة من أجل توفير نفقات تعليم أطفالها في كلية هندريكس. تخرجت مارغريت عام 1923 بامتياز مع مرتبة الشرف وحصلت علي درجة البكالوريوس في علم الأحياء والرياضيات. شغلت لفترة وجيزة منصب التدريس في أكاديمية البنات في كلية جالواي في سيرسي، أركنساس، وأصبحت مديرة الأكاديمية في عامها الثاني. بعد أن وفرت ما يكفي من المال من التدريس للتسجيل في جامعة شيكاغو، حصلت على درجة الماجستير في علم الجراثيم في عام 1926 وحصلت على درجة الدكتوراه. تم دعمها بعد ثلاثه أعوام من قبل زمالة جامعة شيكاغو ولجنة الإنفلونزا التابعة لشركة متروبوليتان للتأمين على الحياة تحت إشراف الدكتور ايسيدور اسفولك.
من خلال أطروحتها حول اسباب الألتهاب الرئوي بالمكورات الرئوية حصلت بيتمان علي شهادة الدكتوراه. عام 1928 عملت مع الدكتور روفوس كول بمعهد روكفيلر بنيويورك بحثآ عن إجابة علي سؤال «هل يسبب إنفلونزا الهيموفيلوس الأنفلونزا؟»، وقد كان ذلك من إحدى أهم المشاكل الطبية المحيرة في ذلك الوقت. وكنتيجه لتلك الأبحاث قاموا بتطوير لقاح ضد إلتهاب السحايا الناجم عن سلالة واحدة تعرف بأسم b وهي إحدى سلالات الإنفلونزا، والتي تؤدي للعمي وأحيانآ الموت للأطفال الأصغر سنآ، مما أكسب بيتمان سمعة علمية دولية قبل أن تبلغ الثلاثين من عمرها.
تم إنهاء تعيين بيتمان في معهد روكفلر في عام 1934 نتيجة للكساد الإقتصادي، الذي ساد البلاد، ثم تولت منصبًا في مختبرات وزارة الصحة بولاية نيويورك، حيث عملت في مجال علم الأحياء (اللقاحات ومضادات الجراثيم). في عام 1935 أقر الكونغرس الأمريكي ووقع الرئيس فرانكلين روزفلت على قانون الضمان الاجتماعي، الذي تضمن تمويلًا لتوسيع البحوث الصحية في الحكومة الفيدرالية. لنضمت بيتمان في العام التالي إلى المعهد الوطني للصحة (الآن المعاهد الوطنية للصحة) وعملت مع الدكتورة سارة برانهام، التي كانت واحدة من مدرسيها في جامعة شيكاغو، على تطوير معايير مكافحة المكورات السحائية. كجزء من هذا العمل، قدمت بيتمان وبرانهام الطريقة الإحصائية الأولى، اختبار Reed-Münch ، وأيضآ يحتوي على اختبار البيولوجيا.
تركز عمل بيتمان خلال الحرب العالمية على الحمى بعد التبرع بالدم وعينات الدم. كنتيجة لتحقيقاتها في العملية والوسائط المستخدمة في اختبارات العقم، تم التوصل إلى طريقة تحمي متلقي الدم. وكانت تلك الطريقة متمثلة في الاحتفاظ بقارورة صغيرة من الدم المتبرع به منفصلة عن الحاوية الرئيسية للدم المتبرع به لاختبار العقم بحيث لا يمكن إدخال الملوثات الجديدة في الحقن المستخدمة لسحب الدم للاختبار.
في عام 1943 بدأت بيتمان بالعمل علي لقاح السعال الديكي وفاعليتة، وذلك بعد فترة وجيزة من انتقال قسم التحكم البيولوجي للمعهد الوطني للصحة إلى الحرم الجامعي الجديد في بيثيسدا، بالتعاون مع الدكتور بيرل كيندريك والدكتور غريس إلدرينج من وزارة الصحة في ميشيغان، اللذان كانا رائدين في لقاح السعال الديكيالفعالية.
(السعال الديكي). مما أدى هذا إلى انخفاض عشرة أضعاف في الوفيات من السعال الديكي في الولايات الم1945 بي1954مي 1945 و 1954. ومع ذلك، استمرت سلامة اللقاح في كونها مشكلة مزعجة، وخاصة خطر التفاعلات العصبية المشابهة لتلك التي يسببها المرض نفسه. طوال فترة حياتها المهنية، واصلت بيتمان العمل على البحث الذي من شأنه تحسين سلامة اللقاح.
وافقت الدكتورة خلال عام 1955 على العمل كرئيس لأكاديمية واشنطن للعلوم، والتي كانت مدتها سنة واحدة. في عام 1958، تمت مكافأة سنوات بحثها الدؤوب عندما تم تعيينها رئيسة مختبر المنتجات البكتيرية، وهو المنصب الذي شغلته حتى تقاعدها في عام 1971. لم تشتكي بيتمان من العنصرية كأول امرأة تترأس مختبر المعهد الوطني، ولكن بالنسبة للمؤرخين الذين يتطلعون إلى الوراء، من الصعب ألا نتساءل عما إذا كان الرجل الذي وصل إلى أي مؤسسة ذات سمعة دولية لإنجازات بحثية تعادلها لانتظار عشرين عاما لمثل هذا التقدم.
عملت بيتمان في الستينات مع مختبر أبحاث الكوليرا في دكا، شرق باكستان (الآن بنغلاديش) في مشروع منظمة معاهدة جنوب شرق آسيا (SEATO) الذي يرأسه الدكتور جوزيف إي. صماديل، المدير المساعد في المعاهد الوطنية للصحة. بعد وفاة سمادل المفاجئ في عام 1963، شغلت بيتمان منصب مدير المشروع لمدة خمس سنوات. مع زملائها، أثبتت خلالها أن فحص فعالية لقاح الكوليرا كان مرتبطًا بشكل مباشر بفاعلية اللقاح. كما عملت بيتمان كمستشارة لمنظمة الصحة العالمية في صياغة متطلبات منظمة الصحة العالمية لقاح الكوليرا. شاركت في فحوصات المختبرات المقارنة لمنظمة الصحة العالمية لقاحات التيفوئيد وساهمت في تطوير معايير الولايات المتحدة المنقحة. وأخيرًا، مع زملاء المعاهد الوطنية للصحة، وضعت بيتمان معايير لحقن واحد من ذوفان الكزاز عند النساء الحوامل لحماية الأطفال حديثي الولادة الذين غالباً ما يتم تسليمهم دون مساعدة في المناطق الريفية في غينيا الجديدة وتركوا لفترة من الزمن على الأرض العارية.
في عام1971 تقاعدت بيتمان رسميًا عن عمر يناهز 70عامًا، لكنها استمرت في العمل في المعاهد الوطنية للصحة باعتبارها «مستشارًة متطوعة». خلال مسيرتها المثمرة حصلت الدكتورة بيتمان على العديد من الجوائز، بما في ذلك LL الفخرية. د. من كلية هندريكس وجائزة المرأة الفيدرالية عام 1970. لتمييز عمل والدتها الشاق في مساعدتها وإخوتها على دفع تكاليف تعليمهم الجامعي في هندريكس، أنشأت بيتمان في عام 1981 الأستاذ المتميز فرجينيا أ. ماكورميك بيتمان. حصلت على جائزة EMD Millipore Alice C. Evans من الجمعية الأمريكية لعلم الأحياء الدقيقة في عام 1990. في عام 1994، تم تكريمها بمحاضرة بالمعهد الوطني للصحة باسمها. تتواجد أوراقها في مكتبة الطب الوطنية التابعة للمعاهد الوطنية للصحة في بيثيسدا بولاية ماريلاند، ويتوفر تاريخ شفوي من مكتب تاريخ المعاهد الوطنية للصحة. توفيت الدكتورة بيتمان في 19 أغسطس 1995 في شيفرلي بولاية ماريلاند ودفنت في برايري جروف، أركنساس.